# مصطفى بنزية
مصطفى بنزية (مواليد 16 أغسطس 1990) هو لاعب كرة قدم فرنسي يلعب بمركز لاعب خط الوسط الدفاعي مع نادي روان في دوري الدرجة الوطنية.
شقيقا بنزية، ياسين وفريد، هما أيضًا لاعبان لكرة القدم.

## ميلاده ونشأته
ولد بنزية في روان وهو من أصول جزائرية كما يحمل الجنسيتين الفرنسية والجزائرية.

## مسيرته الكرويه
لعب مصطفى بنزية خلال مسيرته الكروية مع 5 أندية فرنسية
حيث بدأ مسيرته مع نادي الشباب سانت أوبان لكرة القدم (Saint-Aubin FC) بعد ذالك انتقل إلى نادي آر سي كاوديبك (RC Caudebec) في موسم 2014–15 ثم نادي إيفرو لكرة القدم (Évreux Football Club 27) في نفس الموسم. ثم انتقل إلى نادي سوتفيليه لعمال السكك الحديدية (Sottevillais CC) في موسم 2015–16 لمدة موسم واحد فقط أيضا. لينتقل بعدها إلى النادي البلدي الرياضي لأوسيل [الإنجليزية](CMS Oissel) في موسم 2016–17 لمدة موسم واحد. وفي عمر 26 سنة انتقل إلى نادي روان في موسم 2017–18 وهو ما زال يلعب به حتي الآن.

### تعاقده مع النادي
كان انتهاء العقد الأول مع نادي روان في يوليو 2022، لكن مصطفى بنزية قام بتجديد العقد مع النادي في 7 يونيو 2022.
وسينتهي العقد الثاني 30 يونيو 2025.

### الإيقاف والجدل

#### العقوبات
في ديسمبر 2024، أوقف اتحاد الكرة الفرنسي بنزية 7 مباريات بسبب حركة استفزازية، وهو القرار الذي وصفه ناديه بالمبالغ فيه.

#### التفاصيل
خلال مباراة كأس فرنسا بين نادي روان وليل (ديسمبر 2024)، قام اللاعب الجزائري مصطفى بنزية بحركة غير لائقة
حيث قام برمي الكرة بقوة تجاه أحد لاعبي ليل (غابرييل غودمونسون) بعد صفارة الحكم لإيقاف اللعب، مما اعتبره الحكم تصرفًا غير رياضي يستحق الطرد المباشر.
تلقى بطاقة حمراء مباشرة من الحكم في المباراة، ثم قررت اللجنة الانضباطية التابعة للاتحاد الفرنسي لاحقاً زيادة العقوبة إلى إيقاف 7 مباريات.
غياب بنزية سيفقد روان عنصرًا مهمًا في الهجوم

#### ردود الفعل
- تصريحات المدرب

وصف المدرب إيوان بوستيل القرار بأنه "غير متناسب"، معتبراً أن الحادثة لا تستحق هذا العقاب القاسي.
- موقف النادي

أعرب نادي روان عن أسفه لشدة العقوبة وأكد تقديم استئناف ضد القرار، مشيراً إلى أن اللاعب ندم على الحادثة.
- نتيجة الاستئناف

رفضت اللجنة الانضباطية استئناف النادي وأيدت العقوبة الأصلية.

#### السياق التاريخي
تعتبر هذه العقوبة من أقسى العقوبات على اللاعب مصطفى بنزية طوال مسيرته.

### البطولات
- 2023: بطل دوري الدرجة الوطنية الثانية، المجموعة أ مع نادي روان لكرة القدم.[46]
- 2019: بطل دوري الدرجة الوطنية الثالثة، مجموعة نورماندي مع نادي روان لكرة القدم.[46][47]

## الإحصائيات

### حسب النادي
| النادي                       | الموسم   | الدوري                                 | الظهور        | الظهور    | الظهور  |
| النادي                       | الموسم   | الدرجة                                 | الدوري الوطني | كأس فرنسا | المجموع |
| ---------------------------- | -------- | -------------------------------------- | ------------- | --------- | ------- |
| نادي إيفرو لكرة القدم 27     | 2015–16  | الدوري الفرنسي الدرجة الخامسة          | 1             | —         | 1       |
| النادي البلدي الرياضي لأوسيل | 2015–16  | الدوري الفرنسي الدرجة الخامسة          | 13            | —         | 13      |
| النادي البلدي الرياضي لأوسيل | 2016–17  | الدوري الفرنسي الدرجة الخامسة          | 2             | —         | 2       |
| النادي البلدي الرياضي لأوسيل | المجموع  | المجموع                                | 15            | —         | 15      |
| روان                         | 2017–18  | كأس فرنسا 2017–18                      | —             | 2         | 2       |
| روان                         | 2017–18  | دوري الدرجة الوطنية 3 - منطقة نورماندي | 24            | —         | 24      |
| روان                         | 2018–19  | دوري الدرجة الوطنية 3 - منطقة نورماندي | 22            | —         | 22      |
| روان                         | 2019–20  | كأس فرنسا 2019–20                      | —             | 5         | 5       |
| روان                         | 2019–20  | الدوري الفرنسي الدرجة الرابعة          | 18            | —         | 18      |
| روان                         | 2020–21  | الدوري الفرنسي الدرجة الرابعة          | 8             | —         | 8       |
| روان                         | 2020–21  | كأس فرنسا 2020–21                      | —             | 1         | 1       |
| روان                         | 2021–22  | كأس فرنسا 2021–22                      | —             | 3         | 3       |
| روان                         | 2021–22  | الدوري الفرنسي الدرجة الرابعة          | 27            | —         | 27      |
| روان                         | 2022–23  | الدوري الفرنسي الدرجة الرابعة          | 28            | —         | 28      |
| روان                         | 2023–24  | كأس فرنسا 2023–24                      | —             | 6         | 6       |
| روان                         | 2023–24  | الدوري الفرنسي الدرجة الوطنية          | 34            | —         | 34      |
| روان                         | 2024–25  | كأس فرنسا 2024–25                      | —             | 3         | 3       |
| روان                         | 2024–25  | الدوري الفرنسي الدرجة الوطنية          | 25            | —         | 25      |
| روان                         | المجموع  | المجموع                                | 186           | 20        | 206     |
| الإجمالي                     | الإجمالي | الإجمالي                               | 202           | 20        | 222     |

## وصلات خارجية
- مصطفى بنزية على موقع إي إس بي إن إف سي (الإنجليزية)
- مصطفى بنزية على موقع قاعدة بيانات كرة القدم.إي يو (الإنجليزية)
- مصطفى بنزية على موقع Soccerway.com (الإنجليزية)